# Balanus withersi
Balanus withersi is een zeepokkensoort uit de familie van de Balanidae. De wetenschappelijke naam van de soort is voor het eerst geldig gepubliceerd in 1930 door Pilsbry.